# Holland (Arkansas)
Holland is een plaats (city) in de Amerikaanse staat Arkansas, en valt bestuurlijk gezien onder Faulkner County.

## Demografie
Bij de volkstelling in 2000 werd het aantal inwoners vastgesteld op 577.
In 2006 is het aantal inwoners door het United States Census Bureau geschat op 594, een stijging van 17 (2,9%).

## Geografie
Volgens het United States Census Bureau beslaat de plaats een oppervlakte van
17,8 km², geheel bestaande uit land. Holland ligt op ongeveer 109 m boven zeeniveau.

## Plaatsen in de nabije omgeving
De onderstaande figuur toont nabijgelegen plaatsen in een straal van 24 km rond Holland.